# Asmalyk

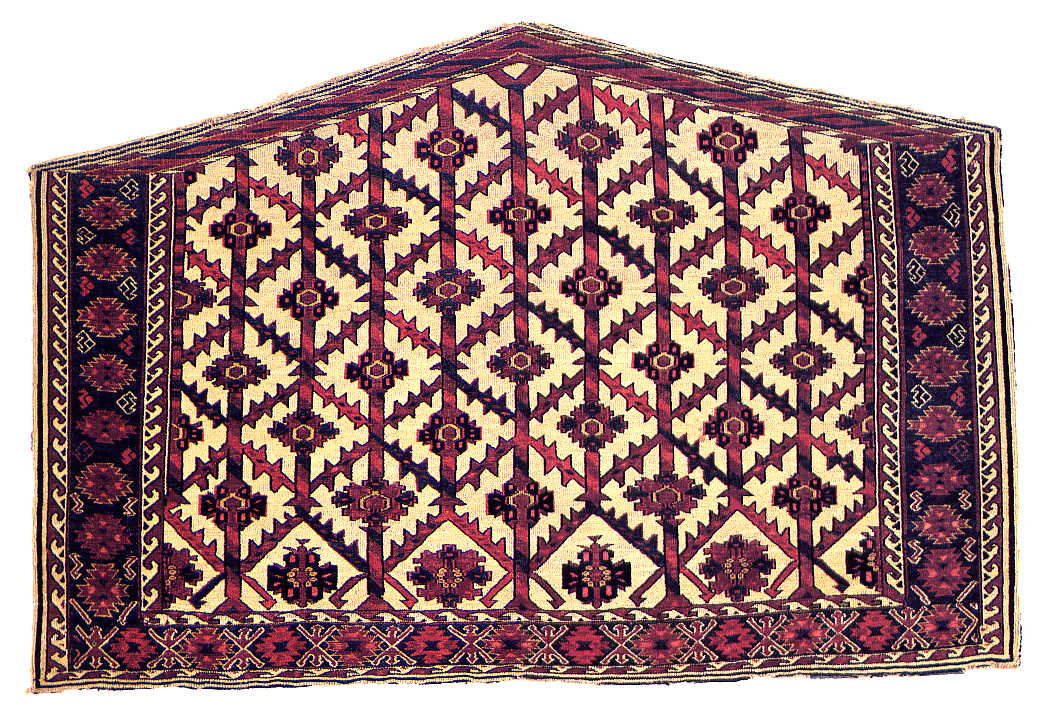
Asmalyk Yomut, première moitié du XIX.

Un asmalyk (mot turkmène signifiant «chose à pendre») est un type de textile utilisé dans les processions lors des mariages dans les tribus turkmènes. Les asmalyks peuvent être réalisés en point noué ou brodés, et comportent généralement cinq côtés, parfois sept. Les asmalyks de la tribu des Yomut sont les plus fréquents, suivis par ceux des Tekkés.
Les asmalyks sont réalisés par paire, et utilisés pour décorer les flancs du chameau de la mariée, avant d'être pendus à l’intérieur de sa yourte.

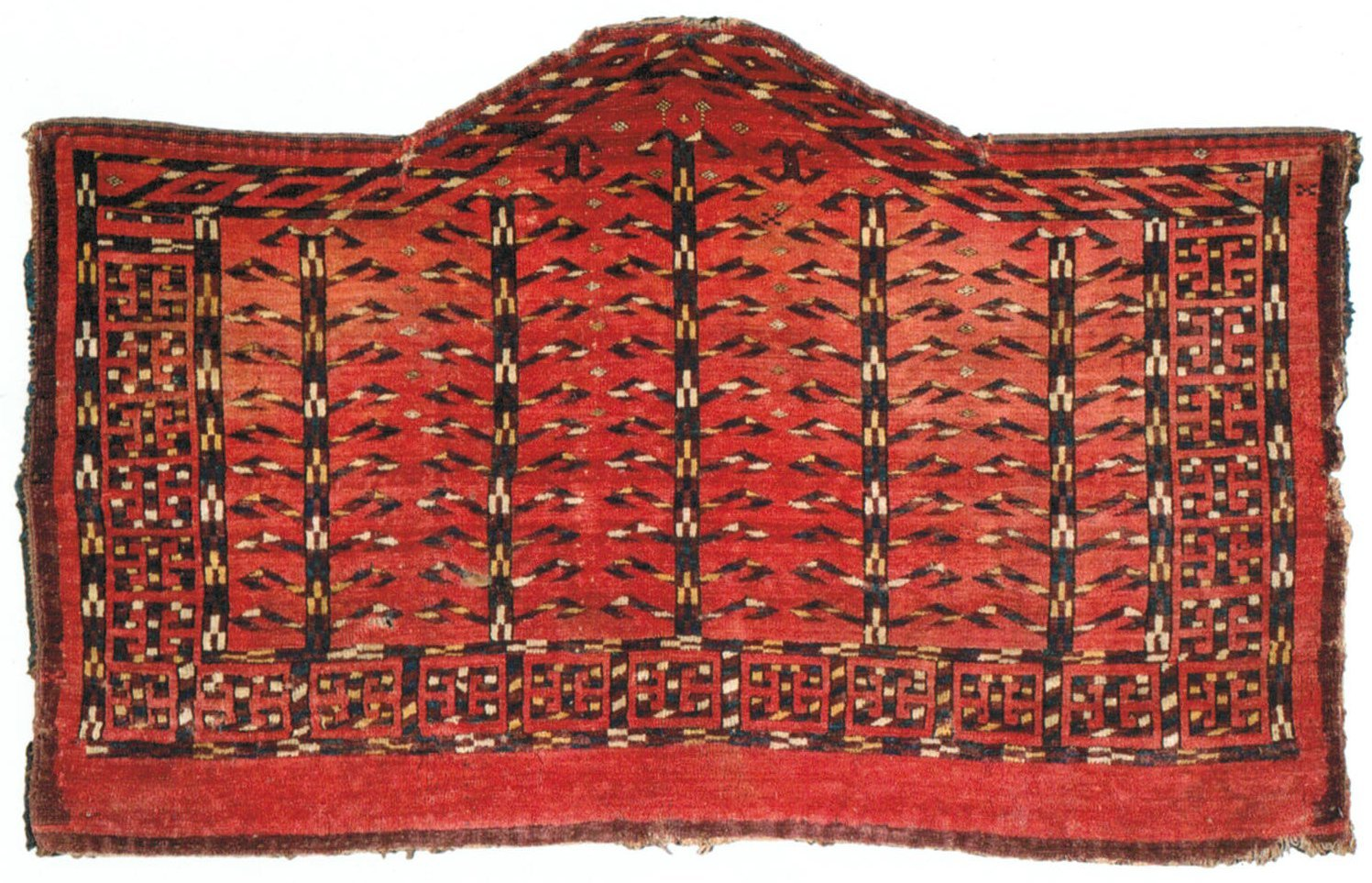
Asmalyk Yomut au décor de cinq arbres, XVIIIe – XIXe siècle.
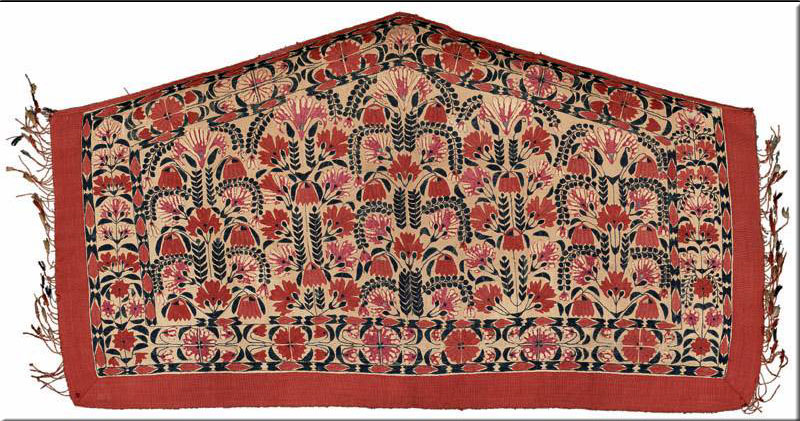
Asmalyk Tekké en soie brodée, mi-XIXe siècle.
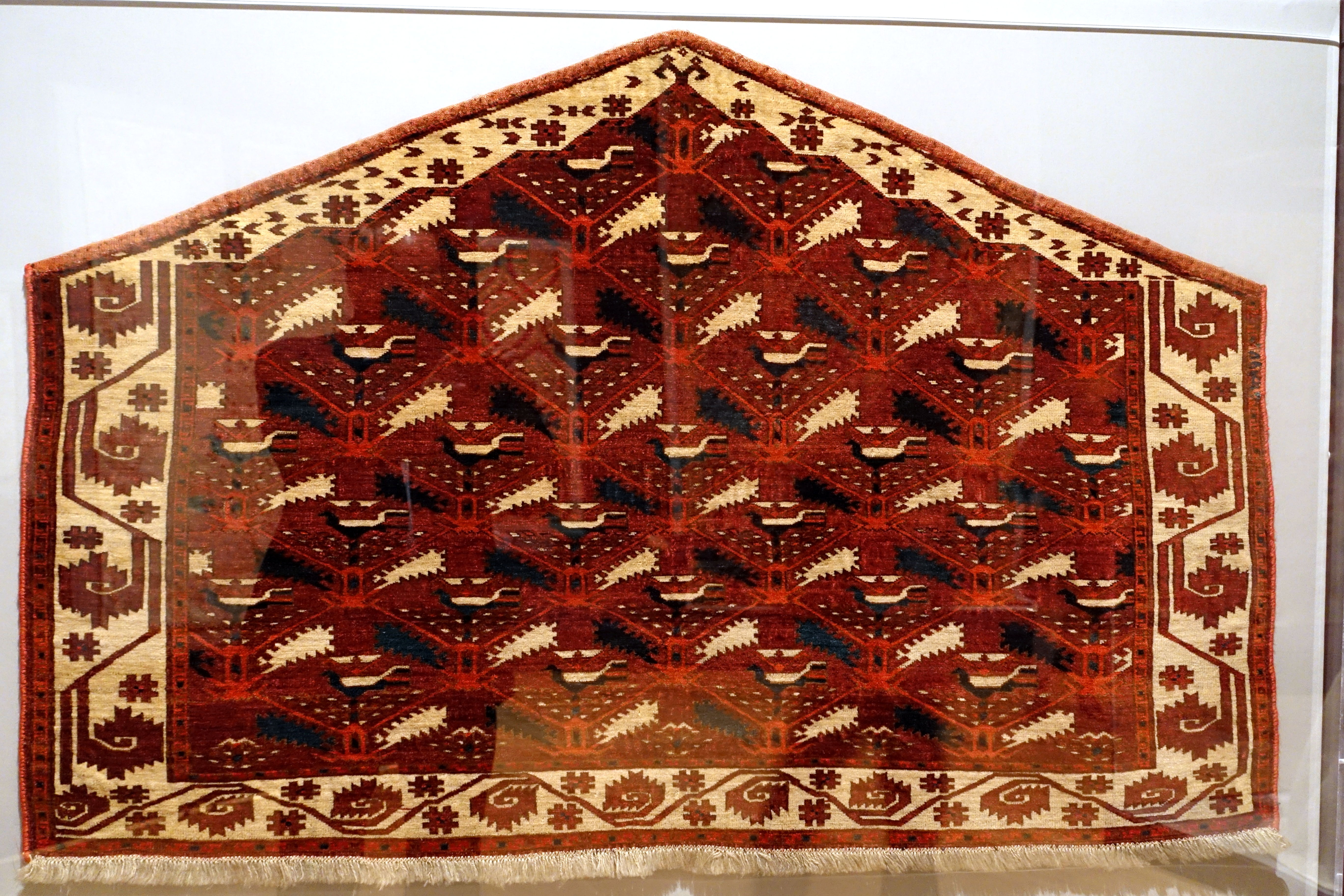
Asmalyk Tekké, XIXe siècle.
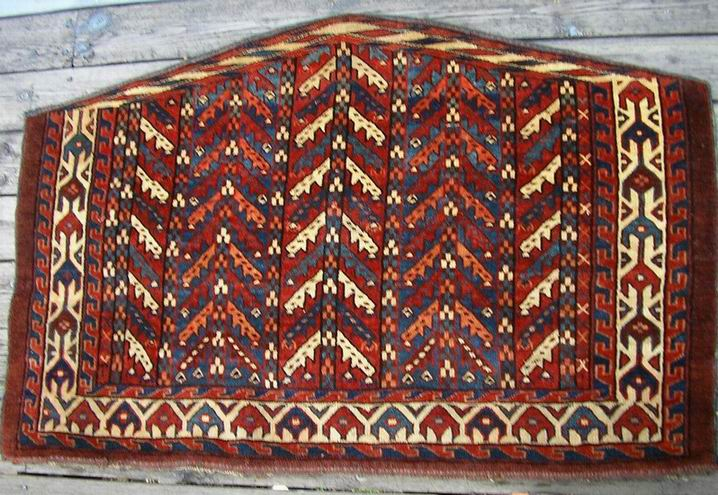
Asmalyk Yomut.